# Apalis chariessa
Apalis chariessa là một loài chim trong họ Cisticolidae.